# CP série 4700
La série 4700 est une série de locomotives électriques des chemins de fer portugais de la famille des Siemens EuroSprinter.